# Калояновец
Калояновец (болг. Калояновец, бывший Джамбазито) — село в Болгарии. Находится в Старозагорской области, входит в общину Стара-Загора. Население составляет 1091 человек.

## Политическая ситуация
В местном кметстве Калояновец, в состав которого входит Калояновец, должность кмета (старосты) исполняет Танка Ганева Нейкова (независимый) по результатам выборов правления кметства.
Кмет (мэр) общины Стара-Загора — Светлин Танчев (Граждане за европейское развитие Болгарии (ГЕРБ)) по результатам выборов в правление общины.